# Петров, Максим Николаевич (хоккеист, 2001)
Максим Николаевич Петров (род. 5 ноября 2001, Санкт-Петербург) — российский хоккеист, нападающий.

## Биография
Начал заниматься хоккеем в три года. Играл в петербургских школах СДЮСШОР-1 (до 2011 года), «Бульдоги» (2011—2016), «Динамо» (2017—2018). В сезоне 2017/18 дебютировал в команде МХЛ МХК «Динамо» СПб. В сезонах 2019/20 — 2020/21 играл также в НМХЛ за «Динамо-Юниор».
24 июня 2021 года был обменян на денежную компенсацию в московское «Динамо» и подписал двухлетний двусторонний контракт. Сезон 2021/22 провёл в МХК «Динамо» Москва, сыграв 8 сентября одну игру в КХЛ — дома против «Авангарда» (5:2) и 11 — в ВХЛ за «Динамо» СПб. 26 июля 2022 года был обменян обратно в петербургское «Динамо» на денежную компенсацию. Игрок команд ВХЛ «Динамо» СПб (2022/23), «Торос» Нефтекамск (2023), «Челны» (2023/24), «Омские крылья» (2024), «Кристалл» Саратов (с 2024).